# Front toubou pour le salut de la Libye
Le Front toubou pour le salut de la Libye (FTSL) est un groupe armé Toubou formé en 2007 en France.

## Historique
Le mouvement est fondé en 2007 Mabrouk Jomode Elie Getty et  Issa Abdelmajid Mansour pour défendre les droits des Toubous, marginalisés en Libye où ils n'occupent aucun poste dans l'administration et l'armée et n'ont pas droits à des papiers d'identité,. En 2008, le FTSL se révolte à Koufra, mais l'insurrection est réprimée par les troupes de Kadhafi,. Pendant plusieurs années Issa Mansour s'exile à Oslo, en Norvège,. En 2011, le mouvement reprend les armes contre Kadhafi lors de la première guerre civile libyenne et s'allie avec le Conseil national de transition (CNT) qui promet de donner au Toubous les mêmes droits qu'à tous les Libyens. Après la chute du « Guide de la Révolution », le FTSL est dissout, tous les représentants de Sebha et Koufra auprès de la CNT sont alors Toubous.
Le 27 mars 2012, le mouvement est réactivé,. Cette année-là des affrontements éclatent à Sebha et Koufra contre des tribus arabes, faisant plusieurs centaines de morts. Issa Abdelmajid Mansour menace alors de réclamer l'indépendance de la Libye du Sud et déclare : « Il s'est avéré que le Conseil national de transition et le régime de Kadhafi ne sont pas différents. Le CNT a un programme pour nous exterminer. Nous avions dit que l'unité de la Libye était au-dessus de toute considération. Mais maintenant nous devons nous protéger et protéger les autres minorités »,.